# Camellia suaveolens
Camellia suaveolens là một loài thực vật có hoa trong họ Theaceae. Loài này được C.X.Ye, X.J.Wang & X.G.Shi mô tả khoa học đầu tiên năm 2004.